# Taphozous longimanus
Taphozous longimanus е вид прилеп от семейство Emballonuridae. Видът не е застрашен от изчезване.

## Разпространение и местообитание
Разпространен е в Бангладеш, Индия, Индонезия, Камбоджа, Малайзия, Мианмар, Непал, Тайланд и Шри Ланка.
Обитава места със суха почва, национални паркове, пещери и долини.

## Описание
На дължина достигат до 4,6 cm, а теглото им е около 25,1 g.
Стават полово зрели на 5,6 месеца. Популацията на вида е стабилна.